# Listopad
Listopad – jedenasty miesiąc w roku, według kalendarza gregoriańskiego ma 30 dni.
Listopad jest miesiącem jesiennym na półkuli północnej, a wiosennym na południowej. Nazwa miesiąca (według Brücknera) pochodzi od opadających jesienią liści (por. cz. listopad, błr. лістапад / listapad, ukr. листопад / łystopad, ; chorw. listopad „październik”). Łacińska nazwa November (‘dziewiąty miesiąc’; zobacz: kalendarz rzymski) została zapożyczona przez większość języków europejskich.

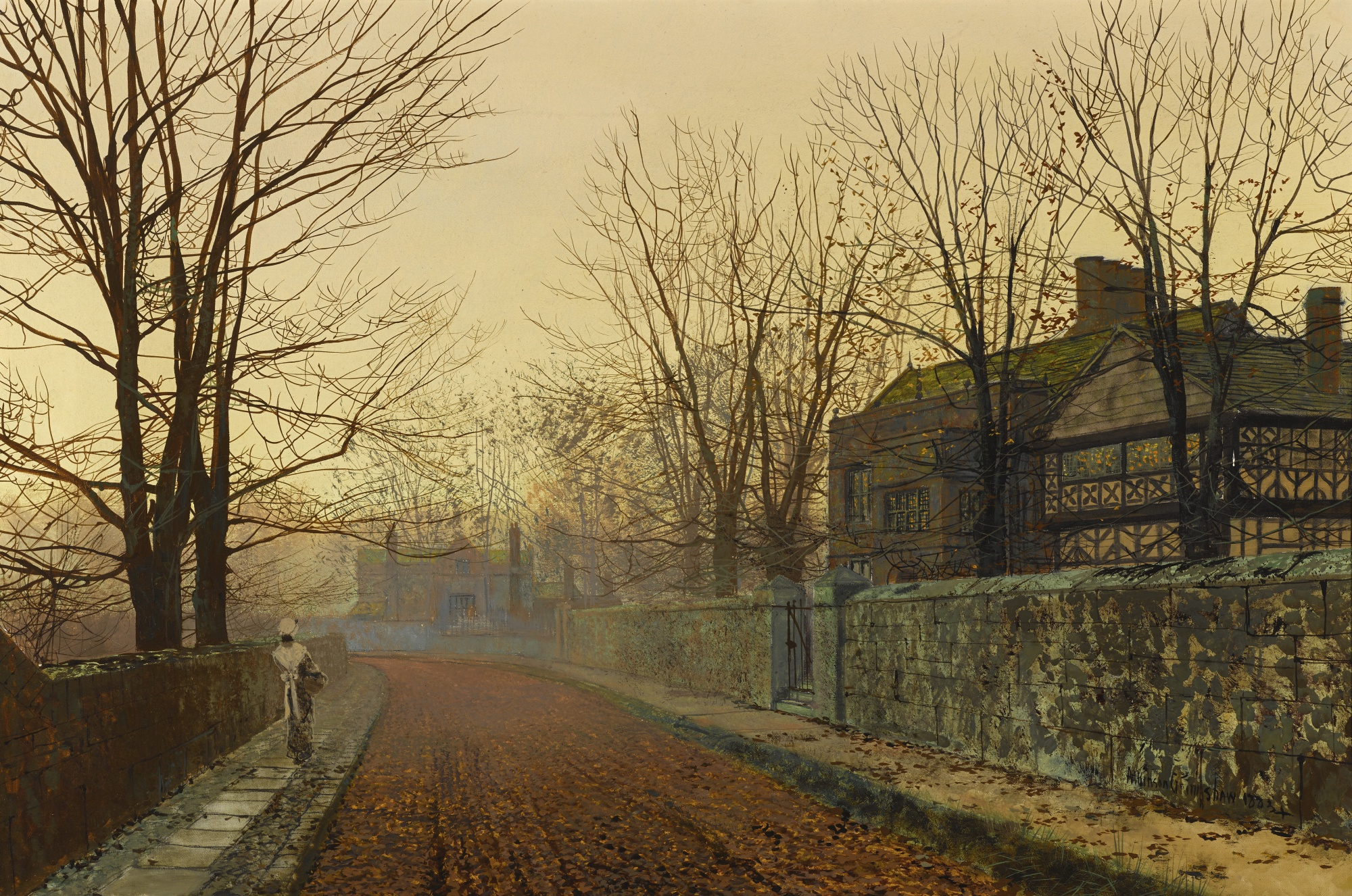
Listopadowy poranek, obraz pędzla Johna Atkinsona Grimshawa (1883)